# Dany Mauro
 (avril 2013).
Si vous disposez d'ouvrages ou d'articles de référence ou si vous connaissez des sites web de qualité traitant du thème abordé ici, merci de compléter l'article en donnant les références utiles à sa vérifiabilité et en les liant à la section « Notes et références ».
Dany Mauro, de son vrai nom Daniel Mauro est un humoriste imitateur auteur et chanteur français né le 20 octobre 1972 à Hyères dans le Var.

## Biographie
Dany Mauro est né le 20 octobre 1972 à Hyères dans le Var. il commence déjà à l'école à parodier et imiter ses professeurs et ses amis, tout ce qui bouge devant son premier micro, des habitants de la maison à ceux du petit écran, fascinant objet d'inspiration.
En 1993, il remporte le 3èmeprix lors du festival du rire de Superdévoluy.
En 1996 il participe à Graines de star sur M6 auprès de Laurent Boyer et remporte la finale. Cette même année 1996 est aussi celle de sa rencontre avec Luc Orlande-Guenet, devenu son coauteur et directeur artistique pour les 10 années à venir.
C'est lors de son deuxième spectacle en 1998 « Et P.A.F. ! » ce show music-hall délirant qui tiendra l'affiche au théâtre de Dix heures cinq mois d'affilée, que Laurent Ruquier le repère. Il l’intègre sur France Inter dans son émission Dans tous les sens puis entraînera Dany un peu plus tard sur France 2 où il en fait la voix officielle de Nicolas Sarkozy dans les détournements vidéos de On n'est pas couché ainsi que dans son émission "Vos imitations préférées".
Il suit dans le même temps un stage de technique vocale lyrique avec Jean-Pierre Blivet (professeur de Natalie Dessay). La technicité de Dany à manier les graves et les aigus favorise des interprétations telles que Garou, de Pascal Obispo, de Christophe Maé ou Daniel Balavoine en passant par Bashung et Jean-Jacques Goldman.
Dany assurera en 2001 la première partie d'Anne Roumanoff à Bobino et fera l'ouverture du festival « Juste pour rire » de Montréal et de Montreux. 
C'est en 2009 que Philippe Vaillant [archive], mari et producteur d'Anne Roumanoff repère Dany, et c'est un nouveau tournant dans sa carrière puisqu’il intègre Europe 1 où il deviendra chroniqueur aux côtés d’Anne Roumanoff dans son émission Samedi Roumanoff durant 4 ans. Sa rencontre avec Anne lui ouvrira une année 2010 médiatiquement riche en participant à ses côtés la Carte blanche à Anne Roumanoffl' Olympia et au Téléthon dont elle fut la marraine cette année-là. Ce sont aussi Philippe Vaillant et sa société PVO qui permettent à Dany de sortir le DVD de son spectacle "Méfiez-vous de cet imitateur [archive]".
Entre-temps, Dany sera sollicité par Frédéric Zeitoun pour reprendre le rôle du mainate chanteur dans sa comédie musicale Toutes les chansons ont une histoire. En 2011, Julien Courbet décide quant à lui d’en faire son acolyte sur France 2 pour une saison de Seriez-vous un bon expert ?[réf. nécessaire].
En 2012, après l'élection présidentielle, il commence à créer un nouveau one-man-show, présenté à son premier Festival Off d'Avignon en juillet 2013. Il le peaufine durant une année sur les routes de France afin de le faire aboutir pour l'édition 2014 du Festival Off qui deviendra « Hors L’Imites ». Il en tirera un deuxième DVD auto-financé lors d'un captation le 20 septembre 2014 à l'Espace Carpeaux de Courbevoie.
En 2013, Patrick Sébastien le fait passer dans son émission "Les Années Bonheur" sur France 2.
En 2015, il joue pour la première fois dans une pièce de Théâtre, le rôle d’un transgenre dans Personne n’est parfaite. En 2016 il co-anime avec Babette de Rozières sur France O Les Petits Plats de Babette puis en décembre de la même année, il part à Abidjan en Côte d’Ivoire pour participer à la 3e édition du festival du rire du Gondwana en créant avec Mamane le spectacle Sarko - Hollande Présidents d’Afrique, un show sur l’actualité Franco-Africaine joué sur scène avec six imitateurs africains, Dany Mauro jouant lui même cinq rôles différents (Sarko, Hollande, Chirac, Poutine, Trump).
Il reviendra à Abidjan dès l’élection de Emmanuel Macron en mai 2017 pour participer au Parlement du Rire en enregistrant trois sketchs qui seront diffusés en fin 2017.
C’est cette même année 2017 qu'il retrouve le chemin de la radio grâce[non neutre] à son amie Liane Foly[réf. nécessaire], en décrochant une chronique humour quotidienne et matinale durant 2 ans sur Sud Radio intitulée Dany Mauro pirate l’info puis en hebdo jusqu’en juin 2020. Il profite du confinement pour faire un stage de voix off, voice over et doublage, ce qui lui permet de décrocher une voix-off sur la série documentaire "Après le Chaos" diffusée sur Planète +
En 2022, il crée pour le Festi'femmes de son amie Eliane Zayan, un spectacle sur mesure, intitulé "Pour vous Mesdames" qui est toujours en tournée. En 2023, il crée avec son ami musicien Mario Santangeli (rencontré en 2009 sur Europe 1)"Les Muziko-Thérapitres" un spectacle d'humour musical complètement déjanté qui sera joué au Festival d'Avignon en 2023,2024 & 2025 mais également en tournée dans toute la France, en Belgique et en Suisse. 
En 2024, son chemin croise celui d'Olivier Lejeune qui lui propose le rôle de Caméléon, un artiste de music-hall dans sa pièce de théâtre "Un Culot Monstre" qui se jouera pendant deux mois au Théâtre tête d'or à Lyon. 

## Le Tamiflu
En 2009, Dany écrit et interprète la chanson humoristique Tamiflu [archive] qui parle des dérives de la grippe aviaire H1N1, il fera plus de 1,5 million de « vues » sur youtube.

## One man show
- 1993-1996 : Le Zapping Variété
- 1998-2000 : Et Paf !
- 2001-2002 : Merde In France
- 2003-2006 : Petits Délires D'un Gaulois Sans Filtre
- 2007-2011 : L'électron Libre
- 2012-2014 : Méfiez-Vous De Cet Imitateur
- 2014-2020 : Hors-L'imites
- 2022-2025: Pour Vous Mesdames

## Théâtre & Comédie musicale
- 2011 : Toutes les Chansons ont une Histoire de Quentin Lamotta et Frédéric Zeitoun
- 2015 : Personne n'est parfaite de Hortense Divetain
- 2016 : Sarko-Hollande Présidents d'Afrique de Dany Mauro & Mamane
- 2024 : Un Culot Monstre de Olivier Lejeune
- 2023-2026 : Les Muziko-Thérapitres de Dany Mauro & Mario Santangeli

## Doublage télé et cinéma
- 2005 : Groland Sat (Canal+) Voix Berger & Delerm
- 2006 : Comme t'y es belle ! de Lisa Azuelos Voix de Julien Lepers
- 2008 - 2011 : On n'est pas couché de Laurent Ruquier Voix politiques & médias
- 2012 - 2022 : Groland Sat (Canal+) Voix Pagny & Bruel
- 2022 : Après le Chaos (Planète+) Voix Off - Commentaires des 4 épisodes

## Pub
- 2009 - 2010 : Campagne de pub pour Gamm’Vert, Candia, & Insudiet

## Radio
- 1998 - 1998 : France Inter, Dans Tous les Sens avec Laurent Ruquier - Chroniqueur
- 1999 - 2000 : France Inter, Rien à voir présentée par Laurence Boccolini - Chroniqueur
- 2007 - 2007 : Rire et chansons, Rubrique quotidienne Laporte de service
- 2009 - 2013 : Europe 1 avec Anne Roumanoff - Chroniqueur
- 2017 - 2020 : Sud Radio, Dany Mauro pirate l'info - Rubrique quotidienne

## Émissions télé
- 1996 : vainqueur de la Finale de Graines de star sur M6 présentée par Laurent Boyer  - 5 passages entre 1996 & 2000
- 1999 : Les Coups d'humour sur TF1, Signé Taloche sur la RTBF, Les Beaux Matins sur France 2, Rive Droite/Rive Gauche sur Paris première, Nulle part ailleurs sur Canal+
- 2000-2001: Les détourneurs & Drôle de scène sur M6, Fous d'humour sur France 2, Gags en stock & 100% 2000 sur la TSR
- 2003 : Dany Mauro à Bobino sur Paris Première
- 2004 : Signé Taloche sur la RTBF, Génération imitateurs sur Paris Première avec Yves Lecoq et Sandrine Alexi
- 2005 : Vos imitations préférées sur France 2
- 2006 : Juste pour rire à Montréal
- 2010 : Rire contre le racisme, "Les imitateurs font leur show", Téléthon
- 2011 : Seriez-vous un bon expert ? sur France 2 Chroniqueur auprès de Julien Courbet
- 2012 : Stars du rire présentée par Patrick Sabatier sur France 2, Les Grands du rire présentée par Yves Lecoq sur France 3
- 2013 : Et ça vous amuse ! présentée par Gérald Dahan sur RTL9, Les Grands du rire présentée par Yves Lecoq sur France 3, Génération humour présenté par Karine Ferri sur TMC, Les Années bonheur présentée par Patrick Sébastien sur France 2
- 2014 : Les Grands du rire présentée par Yves Lecoq sur France 3, le Battle Show de Jérémy Ferrari sur Enorme TV, Le Grand Show sur Canalsat
- 2016 : Co-présentation, Les Petits plats de Babette, sur France O avec Babette de Rozières
- 2017  : Spectacle Sarko-Hollande Présidents d’Afrique, diffusé sur Canal + Afrique
- 2017-2018  : Spectacle Hors L’Imites, diffusé sur Comédie +